# Unite/Divide
『Unite/Divide』（ユナイト/ディバイド）は、日本のバンド・TRICERATOPSの12作目のオリジナル・アルバム。2022年4月20日にTRINITY ARTISTから発売された。

## 概要
通常盤のみの1形態で発売。前作『SONGS FOR THE STARLIGHT』以来約7年4ヵ月ぶりのフルアルバム。2021年に配信リリースされた「マトリクスガール」「THE GREAT ESCAPE」を含む全12曲を収録。先行配信された2曲は、アルバム収録にあたってリマスタリングが施されている。
2015年、2018年にそれぞれリリースされたシングル「Shout!」「GLITTER/MIRACLE」は未収録になっている。
今作を引っ提げて、2022年6月10日から7月29日にかけて全国ツアーを開催予定。
全国ツアー会場限定でアナログ盤が発売され、ツアー終了後は全国のタワーレコード限定で販売された。アナログ盤は収録時間の関係で、「Unite/Divide」「仮面の国 -United-」の2曲はカットされている。

## 収録曲
| 全作詞・作曲: 和田唱、全編曲: TRICERATOPS。 |                      |        |            |      |
| #                                           | タイトル             | 作詞   | 作曲・編曲 | 時間 |
| 1.                                          | 「Unite/Divide」     | 和田唱 | 和田唱     | 3:28 |
| 2.                                          | 「マトリクスガール」 | 和田唱 | 和田唱     | 4:43 |
| 3.                                          | 「CLUB ZOO」         | 和田唱 | 和田唱     | 3:59 |
| 4.                                          | 「仮面の国」         | 和田唱 | 和田唱     | 4:27 |
| 5.                                          | 「いっそ分裂」       | 和田唱 | 和田唱     | 4:43 |
| 6.                                          | 「LOST」             | 和田唱 | 和田唱     | 5:20 |
| 7.                                          | 「噴水」             | 和田唱 | 和田唱     | 5:00 |
| 8.                                          | 「キミにひとつ地球」 | 和田唱 | 和田唱     | 3:47 |
| 9.                                          | 「ROSIE」            | 和田唱 | 和田唱     | 4:55 |
| 10.                                         | 「リメインズ」       | 和田唱 | 和田唱     | 5:17 |
| 11.                                         | 「THE GREAT ESCAPE」 | 和田唱 | 和田唱     | 3:43 |
| 12.                                         | 「仮面の国-United-」 | 和田唱 | 和田唱     | 1:25 |
| 合計時間:                                   | 合計時間:            | 50:47  |            |      |

### 楽曲解説
1. Unite/Divide
今作におけるオーバーチュアの役割を担うインスト曲[2][3]。曲中に今作収録曲のサビメロやリフが散りばめられている[3]。
2. マトリクスガール
2021年7月7日に先行配信リリースされた楽曲[4]。和田はこの曲について「仮想現実を女の子に例えてSFラブソングとして表現することで、仮想現実から目覚めてリアルな現実を生きようというメッセージを込めました」とコメントしている[2]。
アルバム発売前の4月7日にYouTubeにてミュージックビデオが公開された[5]。
3. CLUB ZOO
ジャズのテイストが加わった楽曲。曲のテーマは「依存」[2]。
4. 仮面の国
5. いっそ分裂
歌詞について和田は「これまでは違いがあっても同じ人間なんだから仲良くしようと歌ってきました。でもこの2年間で、理解し合えない人たちと無理矢理わかり合う努力をするよりも、わかり合える人たちと小さなコミュニティを作って楽しくやった方が幸せなんじゃないかというモードに入ってしまいました」とコメントしている[2]。
2022年4月23日にリリックビデオが公開された[6]。
6. LOST
人間の衝動や欲望などのダークな要素を「狼男やステージに上がったロックスターに例えて表現」した楽曲[7]。
7. 噴水
8. キミにひとつ地球
曲中で和田がマンドリンを演奏している[7]。この曲は夢に破れた人、夢を諦めた人に向けた歌であり[7]、和田は「夢を諦めることが違う道を見つけるきっかけになることもある」とコメントしている[7]。
9. ROSIE
歌詞のテーマは「魂を売ってしまったスターの悲哀」[7]。
10. リメインズ
曲中で和田がグランドピアノを演奏している[7]。和田はこの曲について「もしも大切な存在がいなくなったとしたら、何が残るのだろうかという思いを広げて作りました」とコメントしている[7]。
11. THE GREAT ESCAPE
2021年8月4日に先行配信リリースされた楽曲[8]。和田曰く「テーマは解放。普通のポップソングにはありえない不思議なコード進行ですが、メロディは明るいため、開けた曲になりました。林と佳史のアイデアが詰まっています」[7]。
12. 仮面の国-United-
1曲目「Unite/Divide」と対になった、フィナーレとなるインスト曲[7]。